# Lux Aurumque
Lux Aurumque es una composición coral en un movimiento de Eric Whitacre. Es una obra navideña  basada en un poema latino del mismo nombre, el cual explica tan Claro, cálido e intenso como el oro puro, y los ángeles cantan suavemente al niño recién nacido. En el 2000, Whitacre arregló un breve texto latino para coro mixto a capela. En el 2005,  escribió un arreglo para conjunto de viento. La versión coral llegó a conocerse a través del proyecto de Whitacre de Coro Virtual en el 2009. La pieza está también disponible para coro masculino. Una interpretación dura aproximadamente cuatro minutos.

## Historia
La inspiración para la obra fue un breve poema en inglés, Light and Gold, por Edward Esch (nacido en 1970), el cual empieza con la palabra Luz y termina con ángeles cantan suavemente al nuevo recién nacido». Charles Anthony Silvestri tradujo el texto a latín para Whitacre, e intentó reproducir el poema original en latín como cantable y que sonara tan bellamente como pudiera. La pieza fue compuesta en 2000 por encargo de la Coral Master de la Bahía de Tampa y dedicado a Jo-Michael Scheibe. Fue publicada por Walton Music en 2001. En 2005, Whitacre la adaptó para banda de viento, una primera versión se interpretó en la conferencia anual de la Asociación de Educadores de Música de Texas y dedicado a Gary Green. El también la arregló para el coro masculino.
La versión para coro mixto es parte del proyecto de  Whitacre  Coro Virtual. El vídeo como mezcla de registros individuales por 185 cantantes de 12 países causó una colosal prisa on-line en interés cuándo fue subido en 2011. Ha sido visto en YouTube más de cinco millones de veces hasta febrero de 2016.

## Música
Esta obra de 48 compases está compuesta en do sostenido menor y marcado Adagio, Molto Legato. Está escrita para coro SATB; todas las voces están divididas en dos en la mayor parte de su duración, aunque en los compases 5 a 7 se emplea un solo soprano, y el soprano se divide en tres partes a partir del compás 34. El compositor escribe en la partitura: ... Si las concisas  armonías son cuidadosamente afinadas y equilibradas rielarán y brillarán. De manera diferente a otros trabajos del compositor, la pieza es adecuada para ceremonias religiosas, especialmente para Navidad. La música de Whitacre ha sido descrita como suavemente hablada, profundamente armónica y melodiosa, pero haciendo uso de sonido y ritmos inusuales que equilibran para crear música altamente matizada.